# Singulär homologi
Inom algebraisk topologi, en del av matematiken, är singulär homologi studien av vissa algebraiska invarianter av ett topologiskt rum X, nämligen dess homologigrupper {\displaystyle H_{n}(X)}. Intuitivt sett räknar singulär homologi för varje dimension n antalet n-dimensionella hål i rummet. Singulär homologi är ett exempel av homologiteori, som numera har vuxit till en stor samling olika teorier. Av dessa teorier är singulär homologi kanske den allra enklaste emedan den bygger på relativt konkreta konstruktioner.